# Ferguson River (Nunavut)
Ferguson River ist ein etwa 257 km langer Zufluss der Hudson Bay im kanadischen Territorium Nunavut.

## Flusslauf
Der Ferguson River hat seinen Ursprung im Ferguson Lake. Von dort fließt er in östlicher Richtung durch eine Reihe von Seen, darunter Qamanirjuaq Lake, Kaminak Lake und Quartzite Lake. Schließlich mündet er in die an der Westküste der Hudson Bay gelegene Bucht Nevill Bay. Der Ferguson River durchfließt eine vom Kanadischen Schild geprägte Tundralandschaft.

## Hydrologie
Unterhalb des O’Neil Lake bei Flusskilometer 131 befindet sich ein Abflusspegel. Der dort gemessene mittlere Abfluss (MQ) für den Messzeitraum 1979–1995 beträgt 80,3 m³/s. In den Monaten Juni und Juli führt der Fluss die größten Wassermengen, mit mittleren monatlichen Abflüssen von 222	und 294 m³/s.